# فرانسیس سیشتد
فرانسیس سیشتد (انگلیسی: Francis Sejersted; ۸ فوریهٔ ۱۹۳۶ – ۲۵ اوت ۲۰۱۵) استاد و آموزگار اهل نروژ بود.